# Obrzmienie aksonu
Obrzmienie aksonu (ang. axonal swellings) – zmiana zwyrodnieniowa neuronów.
Na skutek zaburzeń transportu aksonalnego dochodzi do gromadzenia mas neurofilamentów oraz organelli komórkowych w obrębie wrzecionowato rozdętego aksonu.
Takie rozdęcie aksonu komórek Purkinjego nosi nazwę torped (ang. torpedo).